# Emanuel von Proskowetz starší
Emanuel Damasus Josef Georg von Proskowetz, též Emanuel Proskowetz von Proskow und Marstorff neboli rytíř z Proskova a Marstorffu (11. prosince 1818 Praha – 25. prosince 1909 Vídeň), byl rakousko-uherský, respektive předlitavský (rakouský) průmyslník, podnikatel v cukrovarnictví a liberální politik německé národnosti, dlouholetý poslanec Říšské rady a Moravského zemského sněmu.

## Biografie
Narodil se do rodiny velkoobchodníka Antona Proskowetze staršího (1772–1839) a jeho manželky Josefy (1793–1872), rozené Peterkové. Měl dvě sestry a dva bratry. Starší bratr Anton (1815–1871) působil jako rada c.k. zemském soudu v Praze, mladší Johann (1822–1869) byl lékárníkem.

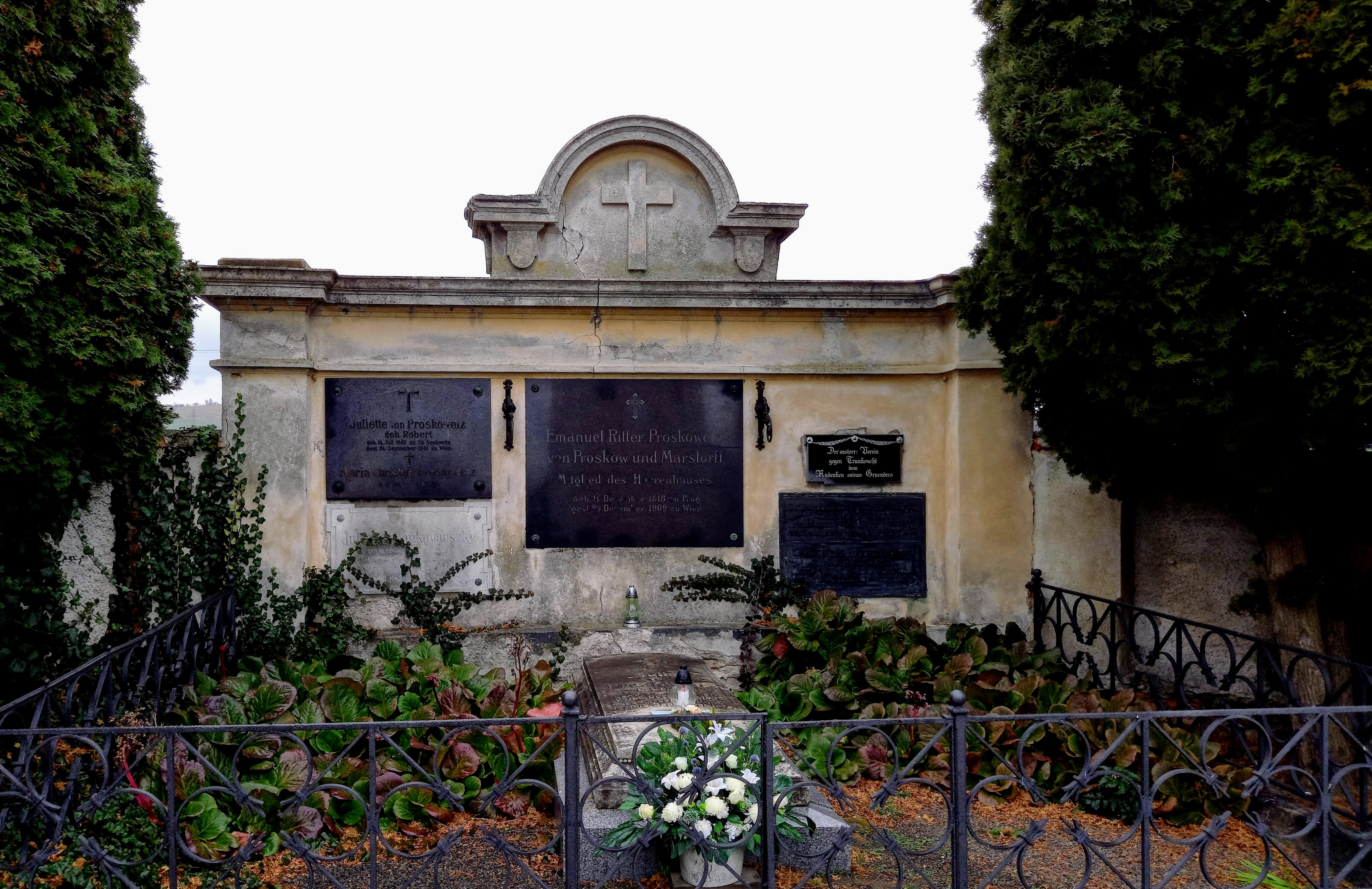
Rodinná hrobka na hřbitově v Kvasicích

Emanuel von Proskowetz studoval filozofii. Po otci se potom věnoval dráze kupce, ale od roku 1842 se zaměřoval na zemědělství. Od roku 1848 působil jako purkrabí na panství Nalžovy, roku 1850 si pronajal velkostatek v Kvasicích na Kroměřížsku. V Kvasicích Emanuel von Proskowetz založil spolu se švagrem Ferdinandem Urbánkem cukrovar. K založení došlo v roce 1849, podle jiného zdroje roku 1850. Od roku 1897 měl podnik charakter Akciového cukrovaru Kvasice. Společně s přidruženou výrobou zde vznikl jeden z nejrozvinutějších zemědělských podniků v monarchii, včetně zemědělské školy pro selský dorost. V roce 1870 založil v Kroměříži také vzorovou sladovnu a roku 1880 společně s oběma syny i další cukrovar v obci Všetuly. Zasedal také na postu prezidenta Moravsko-slezské ústřední dráhy a byl členem řady spolků. Roku 1860 mu byl udělen Řád Františka Josefa, roku 1872 Řád železné koruny.
Angažoval se dlouhodobě v politice. Již roku 1859 se stal radou Obchodní a živnostenské komory v Olomouci. Od roku 1861 zasedal jako poslanec Moravského zemského sněmu. Od roku 1861 byl také poslancem Říšské rady (celostátní parlament, volený tehdy ještě nepřímo jednotlivými zemskými sněmy). V Říšské radě zastupoval kurii venkovských obcí, obvod Kroměříž, Kojetín, Přerov, Zdounky. Dopisem z 30. srpna 1861 oznámil rezignaci na mandát, ale 17. června 1863 opětovně složil slib. Opětovně se stal poslancem i ve volbě roku 1867 (nyní za městskou kurii) a setrval zde do konce funkčního období sněmovny, tedy do roku 1870. Ve volebním období 1870–1871 a 1871–1873 není jako poslanec uváděn, ale opětovně se do Říšské rady dostal v prvních přímých volbách roku 1873 coby zástupce kurie obchodních a živnostenských komor, obvod Olomouc. Mandát následně obhájil ve volbách roku 1879, volbách roku 1885, volbách roku 1891 a volbách roku 1897. Setrval zde až do roku 1899. Dne 17. září 1899 byl totiž povolán do Panské sněmovny. Jeho poslanecké křeslo pak zaujal Robert Primavesi. S krátkými přestávkami tak na poslaneckém postu strávil 38 let. Podílel se na legislativě v oboru zemědělství, například na zákonu o veterinárních nemocech. V roce 1893 napsal národohospodářskou studii Der Kaiser Franz-Josef- oder Donau-Oderkanal. Do ročenky Jahrbuch für österreichische Landwirte sepsal pojednání o domovských Kvasicích.
Politicky patřil do ústavověrného tábora. Po volbách v roce 1873 se uvádí coby jeden z 67 členů staroliberálního Klubu levice, vedeného Eduardem Herbstem. V roce 1878 je ovšem zmiňován jako člen mladoliberálního (mladoněmeckého) Klubu pokroku. Rovněž po volbách je v říjnu 1879 zmiňován na Říšské radě coby člen mladoněmeckého Klubu sjednocené Pokrokové strany (Club der vereinigten Fortschrittspartei). Od roku 1881 byl členem klubu Sjednocené levice, do kterého se spojilo několik ústavověrných (liberálně a centralisticky orientovaných politických proudů). Za tento klub uspěl i ve volbách roku 1885. Po rozpadu Sjednocené levice přešel do frakce Německorakouský klub. V roce 1890 se uvádí jako poslanec obnoveného klubu německých liberálů, nyní oficiálně nazývaného Sjednocená německá levice. I ve volbách roku 1891 byl na Říšskou radu zvolen za klub Sjednocené německé levice. Ve volbách roku 1897 byl zvolen za Německou pokrokovou stranu.
V roce 1899 byl povolán do Panské sněmovny (jmenovaná horní komora Říšské rady). V roce 1873 byl povýšen do šlechtického stavu. Měl významné zásluhy na rozvoji moravského průmyslu, cukrovarnictví a zemědělství.
V roce 1847 se v Kroměříži oženil s Julií Urbánkovou (1826–1875). Z manželství vzešli synové Emanuel, Maximilian, Felix a dcery Julie a Johanna.